# Triphénylméthanol
Le triphénylméthanol est un alcool aromatique composé de trois cycles phényle liés à un atome de carbone central. On retrouve cette structure de base dans un grand nombre de composés organiques colorés, tels que les colorants organiques ou encore les indicateurs de pH.
C'est un solide cristallin blanc insoluble dans l'eau et dans l'éther de pétrole mais soluble dans l'éthanol, l'éther et le benzène.

## Propriétés physico-chimiques
Comme le triphénylméthanol est un dérivé du méthanol, son pKa se situe aux environs de 16-19.  Caractéristique typique des alcools, la résonance n'offre pas de stabilisation à la base conjuguée à cause de la liaison à un atome de carbone saturé. En outre, la stabilisation de l'anion par les forces de solvatation est largement inefficace à cause de ces trois groupes phényle encombrants.
La basicité du triphénylméthanol est due à la formation d'un carbocation stable par rupture de la liaison C-O, dans une solution très acide, la forme protonée du triphenylméthanol perdra l'équivalent d'une molécule d'eau pour former le carbocation très stable triphénylméthylium.

## Production et synthèse
La préparation de triphénylméthanol à partir de benzoate de méthyle ou de benzophénone et de bromobenzène est une expérience courante pour illustrer la réaction de Grignard. Cette réaction utilise un réactif de Grignard et met en œuvre une addition nucléophile sur un carbonyle, suivie d'une hydrolyse acide :